# IC 4088
IC 4088 ist eine aktive Spiralgalaxie mit hoher Sternentstehungsrate vom Hubble-Typ Sab im Sternbild Coma Berenices am Nordsternhimmel. Sie ist schätzungsweise 318 Millionen Lichtjahre von der Milchstraße entfernt und hat einen Durchmesser von etwa 140.000 Lichtjahren. Gemeinsam mit PGC 94015 bildet sie das optische(?) Galaxienpaar Holm 500 und gilt als Mitglied des Coma-Galaxienhaufens Abell 1656.

Im selben Himmelsareal befinden sich u. a. die Galaxien NGC 4922, IC 842, IC 843, IC 4032.
Das Objekt wurde am 13. Mai 1895 von Guillaume Bigourdan entdeckt.